# Stefan Bon
Stefan A. F. Bon es catedrático de ingeniería química en el departamento de química de la Universidad de Warwick, en Reino Unido. Su investigación se centra en coloides basados en polímeros. Es miembro de la Unión Internacional de Química Pura y Aplicada, miembro electo del International Polymer Colloids Group (IPCG), miembro del comité de becas internacionales Newton y conferenciante de la Royal Society of Chemistry en 2015-2016.

## Carrera académica
Bon estudió ingeniería química en la Universidad Tecnológica de Eindhoven (TU/e) en los Países Bajos, obteniendo su licenciatura y su maestría en Ingeniería Química en 1993. Continuó especializándose en el área de ciencia de polímeros y coloides, con investigaciones sobre la polimerización radical de desactivación reversible mediada por nitróxido (RDRP), y obtuvo su doctorado en 1998 en química de polímeros bajo la supervisión de Anton L. German. Trabajó como asistente de investigación posdoctoral con David M. Haddleton en la Universidad de Warwick desde la primavera de 1998, y fue nombrado profesor de Unilever en química de polímeros en enero de 2001. Continúa su carrera en la Universidad de Warwick, donde es profesor de ingeniería química de polímeros y coloides.

## Investigador
Bon fue pionero en la polimerización en emulsión de radicales de desactivación reversible mediada por nitróxido. Su investigación actual adopta un enfoque de ingeniería química y física de materia blanda para polímeros y sistemas coloidales. Los temas de investigación en BonLab son: ciencia de coloides y polímeros para el medio ambiente, una comprensión mecanicista de la síntesis de polímeros y coloides y el comportamiento físico / mecánico, materia activa fuera de equilibrio, materiales coloidales para una economía circular y coloides en las interfaces: adhesión y formación de películas. Bon trabaja con varios socios industriales.
Además de su investigación académica, Bon es presidente del Polymer Club, un consorcio industrial destinado a promover la investigación y la educación en ciencia de polímeros y coloides. Es el fundador y anfitrión de la serie de seminarios web del grupo internacional de coloides de polímeros COVID-19 2020. También es miembro del comité físico internacional de becas de Newton.

## Reconocimientos
- Miembro electo de la Unión Internacional de Química Pura y Aplicada.[10]
- Conferenciante de divulgación de la División de Materiales de la Royal Society of Chemistry.[11]
- Ganador de un premio Warwick a la excelencia en la enseñanza [WATE] (2021).[12]

## Publicaciones (selección)
- Samuel R. Wilson-Whitford, Ross W. Jaggers, Brooke W. Longbottom, Matt K. Donald, Guy J. Clarkson, and Stefan A. F. Bon (22 January 2021). "Textured Microcapsules through Crystallization". ACS Applied Materials and Interfaces. 13 (4): 5887-5894. doi:10.1021/acsami.0c22378.[13]
- Tobias Kaufmann; M. Talha Gokmen; Christian Wendeln; et al. (1 January 2011). "Sandwich" microcontact printing as a mild route towards monodisperse Janus particles with tailored bifunctionality". Advanced Materials. 23 (1): 79–83. doi:10.1002/ADMA.201003564. ISSN 0935-9648. PMID 21069890. Wikidata Q57711254.
- Thomas M Ruhland; André H. Gröschel; Nicholas Ballard; Thomas S Skelhon; Andreas Walther; Axel H E Müller; Stefan A F Bon (25 January 2013). "Influence of Janus particle shape on their interfacial behavior at liquid-liquid interfaces". Langmuir. 29 (5): 1388–1394. doi:10.1021/LA3048642. ISSN 0743-7463. PMID 23311383. Wikidata Q44774009.
- Catheline A L Colard; Roberto F A Teixeira; Stefan A. F. Bon (1 June 2010). "Unraveling mechanistic events in solids-stabilized emulsion polymerization by monitoring the concentration of nanoparticles in the water phase". Langmuir. 26 (11): 7915–7921. doi:10.1021/LA904817F. ISSN 0743-7463. PMID 20170123. Wikidata Q43156563.